# Туре Йонссон Арне
Туре Йонссон Арне (швед. Ture Johnsson Arne; 7 травня 1879 — 2 серпня 1965) — шведський археолог. Науковець Шведського Історичного музею, досліджував культурні контакти вікінгів з країнами Сходу.

## Життєпис
З 1909 був антикваром Шведської академії історії літератури і старожитностей.
У 1914 в Упсалі здобув докторський ступінь з археології за роботу з вивчення контактів скандинавських країн з Руссю за доби вікінгів.

## Зв'язки з Україною
Важливим вкладом Туре Арне в європейську археологію вважають колекцію світлин археологічних пам'яток, зроблену ним під час подорожі до Південної України влітку 1913. Про свій намір відвідати Херсон та опрацювати середньовічні колекції Музею старожитностей Арне заздалегідь сповістив археолога Віктора Гошкевича. Він також висловив бажання після завершення робіт з колекціями разом з Гошкевичем здійснити археологічну розвідку («пошукати слідів варягів на берегах Дніпра, що служив ще за Рюрика звичним шляхом варягів до Греції»). Музей старожитностей Туре Арне з дружиною Ідою, також археологом, відвідали наприкінці липня 1913. Вони працювали в музеї п'ять днів у доісторичному, середньовічному та кримськотатарському відділах.
У 1926 брав участь в археологічній конференції в Керчі.

## Пам'ять
Генеральний директор Національного музею історії України, археолог Федір Андрощук присвятив Туре Арне та його роботі в Україні другу частину своєї книги «Музей і національний проєкт», що побачила світ у 2024 році.